# ISO/IEC JTC1
Объединённый технический комитет № 1 ИСО/МЭК или Совместный технический комитет № 1 ИСО/МЭК (СТК1 ИСО/МЭК) (англ. ISO/IEC Joint Technical Committee 1, ISO/IEC JTC 1) — подразделение Международной организации по стандартизации (англ. International Organization for Standardization, ISO) и Международной электротехнической комиссии (МЭК, англ. International Electrotechnical Commission, IEC), которое занимается всеми вопросами, связанными со стандартами в области информационных технологий.
Объединённый технический комитет № 1 (ОТК 1) был создан в 1987 году путём слияния Технического комитета 97 (Информационные технологии) Международной организации по стандартизации (англ. ISO/TC 97 Information Technology) и Технического комитета 83 Международной электротехнической комиссии (англ. IEC/TC 83) с Подкомитетом 47B Международной электротехнической комиссии (англ. IEC//SC 47B), присоединившимся позже. Целью объединения являлось собрание в один комитет по информационным технологиям деятельности двух родственных организаций.
Официальная цель ОТК 1 состоит в разработке, поддержке, продвижении и содействии развитию ИТ стандартов необходимых глобальному рынку для согласования требований производителей и потребителей, включающих:
- разработку и развитие ИТ систем и средств их разработки;
- производительность и качество ИТ продуктов и систем;
- безопасность ИТ систем и информации;
- портативность прикладного программного обеспечения;
- интероперабельность ИТ продуктов и систем;
- унификацию инструментов и средств разработки;
- гармонизацию ИТ словаря;
- юзабилити и эргономичность дизайна пользовательских интерфейсов.

Членство в ОТК 1 доступно для любых делегатов стран (англ. National Body), так же, как и членство в любой из двух головных организациях. Членом может быть любой участник (У-члены, англ. P-members) или наблюдатель (Н-члены, англ. O-members), в зависимости от способности принимать участие в голосовании по предлагаемым стандартам и другим продуктам. Организации могут выдвигать в качестве представителей контактных лиц (англ. Liaison Members), как входящих в ISO/МЭК, так и внешних. К представителям стран не выдвигается никаких требований по участию во всех (или одном) подкомитетах.
В некоторых случаях подкомитеты могут быть созданы для решения новых вопросов (подкомитет 37 был создан по такому принципу в 2002 году) либо расформированы, если проблемы, решаемые в подкомитете, больше не актуальны.
Состав ОТК 1 значительно увеличился в августе и сентябре 2007 года, в преддверии голосования по черновику международного стандарта Office Open XML.

## Подкомитеты
Большая часть работы проходит в подкомитетах (ПК), занимающихся определёнными вопросами. Большинство подкомитетов имеет несколько рабочих групп (РГ).

- ПК 02 (SC 02): Наборы кодирования символов.
- ПК 06 (SC 06): Телекоммуникации и информационный обмен между системами. Включает 4 рабочие группы.
- ПК 07 (SC 07): Программная и системная инженерия. Включает 13 рабочих групп.
- ПК 17 (SC 17): Карты и идентификация личности. Включает 8 рабочих групп.
- ПК 22 (SC 22): Языки программирования, средства разработки и интерфейсы системного программного обеспечения. Включает 13 рабочих групп.
- ПК 23 (SC 23): Мультимедийная цифровая информация для информационного обмена и хранения. Включает 2 рабочие группы.
- ПК 24 (SC 24): Компьютерная графика, обработка изображений и представление пространственных данных. Включает 3 рабочие группы.
- ПК 25 (SC 25): Взаимодействие ИТ оборудования. Включает 3 рабочие группы.
- ПК 27 (SC 27): Методы информационной безопасности. Включает 5 рабочих групп.
- ПК 28 (SC 28): Офисное оборудование. Включает 5 рабочих групп.
- ПК 29 (SC 29): Кодирование аудио, изображений, мультимедийной и гипермедийной информации. Включает 2 рабочие группы:
  - РГ 01 (WG 01): Кодирование неподвижных изображений. Включает 2 подгруппы:
    - Joint Photographic Experts Group.
    - Joint Bi-level Image Experts Group.

  - РГ 11 (WG 11): Кодирование движущихся изображений и аудио (англ. Moving Picture Experts Group — MPEG).
- ПК 31 (SC 31): Автоматическая идентификация и методы записи информации. Включает 6 рабочих групп.
- ПК 32 (SC 32): Управление и обмен информацией. Включает 4 рабочие группы.
- ПК 34 (SC 34): Описание и язык обработки документов. Включает 6 рабочих групп:
  - РГ 01 (WG 01): Описание информации — языки разметки (SGML, DSDL, и т. д.).
  - РГ 02 (WG 02): Представление информации.
  - РГ 03 (WG 03): Ассоциирование информации.
  - РГ 04 (WG 04): Office Open XML.
  - РГ 05 (WG 05): Интероперабельность документов.
  - РГ 06 (WG 06): OpenDocument Format.
- ПК 35 (SC 35): Пользовательские интерфейсы. Включает 7 рабочих групп.
- ПК 36 (SC 36): Информационные технологии для обучения, образования и тренинга. Включает 7 рабочих групп:
  - РГ 01 (WG 01): Словарь;
  - РГ 02 (WG 02): Коллаборативные технологии;
  - РГ 03 (WG 03): Информация для обучающегося;
  - РГ 04 (WG 04): Управление и доставка обучения, образования и тренинга;
  - РГ 05 (WG 05): Обеспечение качества и наглядные основы;
  - РГ 06 (WG 06): Международные стандартизованные профили;
  - РГ 07 (WG 07): ITLET — культура, язык и индивидуальные нужды;
- ПК 37 (SC 37): Биометрия. Включает 6 рабочих групп.
- ПК 38 (SC 38): Распределенные платформы приложений и сервисы.

Кроме того, в составе ОТК 1 выделена специальная рабочая группа (СРГ) и следующие рабочие группы:
- СРГ (SWG-A): Доступность.
- РГ 06 (WG 06): Корпоративное управление в ИТ.
- РГ 07 (WG 07): Сенсорные сети.

## Статьи
- Международная организация по стандартизации (англ.)